# 한국물가협회
한국물가협회는 공공기관의 재정운영이나 기업경영에 필요한 물가조사 및 원가조사를 비롯하여 각종 물자와 용역의 유통가격 등 제반 경제동향을 종합 분석/연구, 그 결과를 월간 물가자료, 종합 적산자료, 건축리모델링 등 간행물과 인터넷을 통해 경제주체에 신속하게 제공하여 국가경제 발전과 물가안전에 기여하기 위하여 1973년 5월 설립 허가된 대한민국 기획재정부 소관의 사단법인이다.
1973년 5월 민법 제 32조 및 기획재정부 훈령 제 33호에 의거 기획재정부허가 제 24호를 득하며 사단법인으로 발족하였다. 경제정보 시스템이라고 일컬어지는 파이오니아(PIONEER) 시스템을 1988년에 국내 최초로 개발(과학기술처 등록)하였다.
2000년부터는 인터넷 웹사이트를 구축하여, 월간 물가자료, 종합 적산자료 등 서비스를 개시하였다. 주요 사업은 물가, 적산, 상품, 업체 관련 각종 정보를 조사, 연구, 분석하여 신속하게 경제주체 및 회원들에게 제공하는 것이다.

## 같이 보기
- (한국어/영어) 한국물가협회 물가안정대상